# Санс Агуадо, Хосе
Хосе Санс Агуадо (исп. José Sanz Aguado, 20 ноября 1907, Марторель — 14 декабря 1969, Мадрид) — испанский шахматист, национальный мастер (1932).
Чемпион Испании 1943 года (победил в матче Р. Рея Ардида).
В составе сборной Испании участник шахматной олимпиады 1931 года и двух радиоматчей со сборной Аргентины (1946 и 1948 годы).
Участвовал в нескольких международных турнирах.
Известен был также как шахматный журналист. Основатель и первый редактор журнала «El ajedrez español». С 1934 по 1936 год вышло 23 номера, после чего журнал был закрыт. Санс Агуадо возродил журнал в 1955 году.
Выпустил две книги на шахматные темы:
- Campeonatos de España de ajedrez, 1944-1945. — Madrid: editorial Dossat, 1945.
- Morphy, la estrella fugaz. — Madrid: editorial Ricardo Aguilera, 1957.

Участвовал в Гражданской войне. В боях потерял ногу. После войны был вынужден перебраться во Францию.

## Примечательная партия
|   | a | b | c | d | e | f | g | h |   |
| - | --- | --- | --- | --- | --- | --- | --- | --- | - |
| 8 | a7 чёрная пешка · b7 белая ладья · g7 чёрная пешка · h7 чёрный король · b6 чёрный слон · e6 чёрная пешка · c5 чёрная пешка · g5 чёрная пешка · a4 белый конь · c4 чёрная пешка · h3 белая пешка · a2 белая пешка · b2 белая пешка · d2 чёрная ладья · g2 белая пешка · g1 белый король | a7 чёрная пешка · b7 белая ладья · g7 чёрная пешка · h7 чёрный король · b6 чёрный слон · e6 чёрная пешка · c5 чёрная пешка · g5 чёрная пешка · a4 белый конь · c4 чёрная пешка · h3 белая пешка · a2 белая пешка · b2 белая пешка · d2 чёрная ладья · g2 белая пешка · g1 белый король | a7 чёрная пешка · b7 белая ладья · g7 чёрная пешка · h7 чёрный король · b6 чёрный слон · e6 чёрная пешка · c5 чёрная пешка · g5 чёрная пешка · a4 белый конь · c4 чёрная пешка · h3 белая пешка · a2 белая пешка · b2 белая пешка · d2 чёрная ладья · g2 белая пешка · g1 белый король | a7 чёрная пешка · b7 белая ладья · g7 чёрная пешка · h7 чёрный король · b6 чёрный слон · e6 чёрная пешка · c5 чёрная пешка · g5 чёрная пешка · a4 белый конь · c4 чёрная пешка · h3 белая пешка · a2 белая пешка · b2 белая пешка · d2 чёрная ладья · g2 белая пешка · g1 белый король | a7 чёрная пешка · b7 белая ладья · g7 чёрная пешка · h7 чёрный король · b6 чёрный слон · e6 чёрная пешка · c5 чёрная пешка · g5 чёрная пешка · a4 белый конь · c4 чёрная пешка · h3 белая пешка · a2 белая пешка · b2 белая пешка · d2 чёрная ладья · g2 белая пешка · g1 белый король | a7 чёрная пешка · b7 белая ладья · g7 чёрная пешка · h7 чёрный король · b6 чёрный слон · e6 чёрная пешка · c5 чёрная пешка · g5 чёрная пешка · a4 белый конь · c4 чёрная пешка · h3 белая пешка · a2 белая пешка · b2 белая пешка · d2 чёрная ладья · g2 белая пешка · g1 белый король | a7 чёрная пешка · b7 белая ладья · g7 чёрная пешка · h7 чёрный король · b6 чёрный слон · e6 чёрная пешка · c5 чёрная пешка · g5 чёрная пешка · a4 белый конь · c4 чёрная пешка · h3 белая пешка · a2 белая пешка · b2 белая пешка · d2 чёрная ладья · g2 белая пешка · g1 белый король | a7 чёрная пешка · b7 белая ладья · g7 чёрная пешка · h7 чёрный король · b6 чёрный слон · e6 чёрная пешка · c5 чёрная пешка · g5 чёрная пешка · a4 белый конь · c4 чёрная пешка · h3 белая пешка · a2 белая пешка · b2 белая пешка · d2 чёрная ладья · g2 белая пешка · g1 белый король | 8 |
| 7 | a7 чёрная пешка · b7 белая ладья · g7 чёрная пешка · h7 чёрный король · b6 чёрный слон · e6 чёрная пешка · c5 чёрная пешка · g5 чёрная пешка · a4 белый конь · c4 чёрная пешка · h3 белая пешка · a2 белая пешка · b2 белая пешка · d2 чёрная ладья · g2 белая пешка · g1 белый король | a7 чёрная пешка · b7 белая ладья · g7 чёрная пешка · h7 чёрный король · b6 чёрный слон · e6 чёрная пешка · c5 чёрная пешка · g5 чёрная пешка · a4 белый конь · c4 чёрная пешка · h3 белая пешка · a2 белая пешка · b2 белая пешка · d2 чёрная ладья · g2 белая пешка · g1 белый король | a7 чёрная пешка · b7 белая ладья · g7 чёрная пешка · h7 чёрный король · b6 чёрный слон · e6 чёрная пешка · c5 чёрная пешка · g5 чёрная пешка · a4 белый конь · c4 чёрная пешка · h3 белая пешка · a2 белая пешка · b2 белая пешка · d2 чёрная ладья · g2 белая пешка · g1 белый король | a7 чёрная пешка · b7 белая ладья · g7 чёрная пешка · h7 чёрный король · b6 чёрный слон · e6 чёрная пешка · c5 чёрная пешка · g5 чёрная пешка · a4 белый конь · c4 чёрная пешка · h3 белая пешка · a2 белая пешка · b2 белая пешка · d2 чёрная ладья · g2 белая пешка · g1 белый король | a7 чёрная пешка · b7 белая ладья · g7 чёрная пешка · h7 чёрный король · b6 чёрный слон · e6 чёрная пешка · c5 чёрная пешка · g5 чёрная пешка · a4 белый конь · c4 чёрная пешка · h3 белая пешка · a2 белая пешка · b2 белая пешка · d2 чёрная ладья · g2 белая пешка · g1 белый король | a7 чёрная пешка · b7 белая ладья · g7 чёрная пешка · h7 чёрный король · b6 чёрный слон · e6 чёрная пешка · c5 чёрная пешка · g5 чёрная пешка · a4 белый конь · c4 чёрная пешка · h3 белая пешка · a2 белая пешка · b2 белая пешка · d2 чёрная ладья · g2 белая пешка · g1 белый король | a7 чёрная пешка · b7 белая ладья · g7 чёрная пешка · h7 чёрный король · b6 чёрный слон · e6 чёрная пешка · c5 чёрная пешка · g5 чёрная пешка · a4 белый конь · c4 чёрная пешка · h3 белая пешка · a2 белая пешка · b2 белая пешка · d2 чёрная ладья · g2 белая пешка · g1 белый король | a7 чёрная пешка · b7 белая ладья · g7 чёрная пешка · h7 чёрный король · b6 чёрный слон · e6 чёрная пешка · c5 чёрная пешка · g5 чёрная пешка · a4 белый конь · c4 чёрная пешка · h3 белая пешка · a2 белая пешка · b2 белая пешка · d2 чёрная ладья · g2 белая пешка · g1 белый король | 7 |
| 6 | a7 чёрная пешка · b7 белая ладья · g7 чёрная пешка · h7 чёрный король · b6 чёрный слон · e6 чёрная пешка · c5 чёрная пешка · g5 чёрная пешка · a4 белый конь · c4 чёрная пешка · h3 белая пешка · a2 белая пешка · b2 белая пешка · d2 чёрная ладья · g2 белая пешка · g1 белый король | a7 чёрная пешка · b7 белая ладья · g7 чёрная пешка · h7 чёрный король · b6 чёрный слон · e6 чёрная пешка · c5 чёрная пешка · g5 чёрная пешка · a4 белый конь · c4 чёрная пешка · h3 белая пешка · a2 белая пешка · b2 белая пешка · d2 чёрная ладья · g2 белая пешка · g1 белый король | a7 чёрная пешка · b7 белая ладья · g7 чёрная пешка · h7 чёрный король · b6 чёрный слон · e6 чёрная пешка · c5 чёрная пешка · g5 чёрная пешка · a4 белый конь · c4 чёрная пешка · h3 белая пешка · a2 белая пешка · b2 белая пешка · d2 чёрная ладья · g2 белая пешка · g1 белый король | a7 чёрная пешка · b7 белая ладья · g7 чёрная пешка · h7 чёрный король · b6 чёрный слон · e6 чёрная пешка · c5 чёрная пешка · g5 чёрная пешка · a4 белый конь · c4 чёрная пешка · h3 белая пешка · a2 белая пешка · b2 белая пешка · d2 чёрная ладья · g2 белая пешка · g1 белый король | a7 чёрная пешка · b7 белая ладья · g7 чёрная пешка · h7 чёрный король · b6 чёрный слон · e6 чёрная пешка · c5 чёрная пешка · g5 чёрная пешка · a4 белый конь · c4 чёрная пешка · h3 белая пешка · a2 белая пешка · b2 белая пешка · d2 чёрная ладья · g2 белая пешка · g1 белый король | a7 чёрная пешка · b7 белая ладья · g7 чёрная пешка · h7 чёрный король · b6 чёрный слон · e6 чёрная пешка · c5 чёрная пешка · g5 чёрная пешка · a4 белый конь · c4 чёрная пешка · h3 белая пешка · a2 белая пешка · b2 белая пешка · d2 чёрная ладья · g2 белая пешка · g1 белый король | a7 чёрная пешка · b7 белая ладья · g7 чёрная пешка · h7 чёрный король · b6 чёрный слон · e6 чёрная пешка · c5 чёрная пешка · g5 чёрная пешка · a4 белый конь · c4 чёрная пешка · h3 белая пешка · a2 белая пешка · b2 белая пешка · d2 чёрная ладья · g2 белая пешка · g1 белый король | a7 чёрная пешка · b7 белая ладья · g7 чёрная пешка · h7 чёрный король · b6 чёрный слон · e6 чёрная пешка · c5 чёрная пешка · g5 чёрная пешка · a4 белый конь · c4 чёрная пешка · h3 белая пешка · a2 белая пешка · b2 белая пешка · d2 чёрная ладья · g2 белая пешка · g1 белый король | 6 |
| 5 | a7 чёрная пешка · b7 белая ладья · g7 чёрная пешка · h7 чёрный король · b6 чёрный слон · e6 чёрная пешка · c5 чёрная пешка · g5 чёрная пешка · a4 белый конь · c4 чёрная пешка · h3 белая пешка · a2 белая пешка · b2 белая пешка · d2 чёрная ладья · g2 белая пешка · g1 белый король | a7 чёрная пешка · b7 белая ладья · g7 чёрная пешка · h7 чёрный король · b6 чёрный слон · e6 чёрная пешка · c5 чёрная пешка · g5 чёрная пешка · a4 белый конь · c4 чёрная пешка · h3 белая пешка · a2 белая пешка · b2 белая пешка · d2 чёрная ладья · g2 белая пешка · g1 белый король | a7 чёрная пешка · b7 белая ладья · g7 чёрная пешка · h7 чёрный король · b6 чёрный слон · e6 чёрная пешка · c5 чёрная пешка · g5 чёрная пешка · a4 белый конь · c4 чёрная пешка · h3 белая пешка · a2 белая пешка · b2 белая пешка · d2 чёрная ладья · g2 белая пешка · g1 белый король | a7 чёрная пешка · b7 белая ладья · g7 чёрная пешка · h7 чёрный король · b6 чёрный слон · e6 чёрная пешка · c5 чёрная пешка · g5 чёрная пешка · a4 белый конь · c4 чёрная пешка · h3 белая пешка · a2 белая пешка · b2 белая пешка · d2 чёрная ладья · g2 белая пешка · g1 белый король | a7 чёрная пешка · b7 белая ладья · g7 чёрная пешка · h7 чёрный король · b6 чёрный слон · e6 чёрная пешка · c5 чёрная пешка · g5 чёрная пешка · a4 белый конь · c4 чёрная пешка · h3 белая пешка · a2 белая пешка · b2 белая пешка · d2 чёрная ладья · g2 белая пешка · g1 белый король | a7 чёрная пешка · b7 белая ладья · g7 чёрная пешка · h7 чёрный король · b6 чёрный слон · e6 чёрная пешка · c5 чёрная пешка · g5 чёрная пешка · a4 белый конь · c4 чёрная пешка · h3 белая пешка · a2 белая пешка · b2 белая пешка · d2 чёрная ладья · g2 белая пешка · g1 белый король | a7 чёрная пешка · b7 белая ладья · g7 чёрная пешка · h7 чёрный король · b6 чёрный слон · e6 чёрная пешка · c5 чёрная пешка · g5 чёрная пешка · a4 белый конь · c4 чёрная пешка · h3 белая пешка · a2 белая пешка · b2 белая пешка · d2 чёрная ладья · g2 белая пешка · g1 белый король | a7 чёрная пешка · b7 белая ладья · g7 чёрная пешка · h7 чёрный король · b6 чёрный слон · e6 чёрная пешка · c5 чёрная пешка · g5 чёрная пешка · a4 белый конь · c4 чёрная пешка · h3 белая пешка · a2 белая пешка · b2 белая пешка · d2 чёрная ладья · g2 белая пешка · g1 белый король | 5 |
| 4 | a7 чёрная пешка · b7 белая ладья · g7 чёрная пешка · h7 чёрный король · b6 чёрный слон · e6 чёрная пешка · c5 чёрная пешка · g5 чёрная пешка · a4 белый конь · c4 чёрная пешка · h3 белая пешка · a2 белая пешка · b2 белая пешка · d2 чёрная ладья · g2 белая пешка · g1 белый король | a7 чёрная пешка · b7 белая ладья · g7 чёрная пешка · h7 чёрный король · b6 чёрный слон · e6 чёрная пешка · c5 чёрная пешка · g5 чёрная пешка · a4 белый конь · c4 чёрная пешка · h3 белая пешка · a2 белая пешка · b2 белая пешка · d2 чёрная ладья · g2 белая пешка · g1 белый король | a7 чёрная пешка · b7 белая ладья · g7 чёрная пешка · h7 чёрный король · b6 чёрный слон · e6 чёрная пешка · c5 чёрная пешка · g5 чёрная пешка · a4 белый конь · c4 чёрная пешка · h3 белая пешка · a2 белая пешка · b2 белая пешка · d2 чёрная ладья · g2 белая пешка · g1 белый король | a7 чёрная пешка · b7 белая ладья · g7 чёрная пешка · h7 чёрный король · b6 чёрный слон · e6 чёрная пешка · c5 чёрная пешка · g5 чёрная пешка · a4 белый конь · c4 чёрная пешка · h3 белая пешка · a2 белая пешка · b2 белая пешка · d2 чёрная ладья · g2 белая пешка · g1 белый король | a7 чёрная пешка · b7 белая ладья · g7 чёрная пешка · h7 чёрный король · b6 чёрный слон · e6 чёрная пешка · c5 чёрная пешка · g5 чёрная пешка · a4 белый конь · c4 чёрная пешка · h3 белая пешка · a2 белая пешка · b2 белая пешка · d2 чёрная ладья · g2 белая пешка · g1 белый король | a7 чёрная пешка · b7 белая ладья · g7 чёрная пешка · h7 чёрный король · b6 чёрный слон · e6 чёрная пешка · c5 чёрная пешка · g5 чёрная пешка · a4 белый конь · c4 чёрная пешка · h3 белая пешка · a2 белая пешка · b2 белая пешка · d2 чёрная ладья · g2 белая пешка · g1 белый король | a7 чёрная пешка · b7 белая ладья · g7 чёрная пешка · h7 чёрный король · b6 чёрный слон · e6 чёрная пешка · c5 чёрная пешка · g5 чёрная пешка · a4 белый конь · c4 чёрная пешка · h3 белая пешка · a2 белая пешка · b2 белая пешка · d2 чёрная ладья · g2 белая пешка · g1 белый король | a7 чёрная пешка · b7 белая ладья · g7 чёрная пешка · h7 чёрный король · b6 чёрный слон · e6 чёрная пешка · c5 чёрная пешка · g5 чёрная пешка · a4 белый конь · c4 чёрная пешка · h3 белая пешка · a2 белая пешка · b2 белая пешка · d2 чёрная ладья · g2 белая пешка · g1 белый король | 4 |
| 3 | a7 чёрная пешка · b7 белая ладья · g7 чёрная пешка · h7 чёрный король · b6 чёрный слон · e6 чёрная пешка · c5 чёрная пешка · g5 чёрная пешка · a4 белый конь · c4 чёрная пешка · h3 белая пешка · a2 белая пешка · b2 белая пешка · d2 чёрная ладья · g2 белая пешка · g1 белый король | a7 чёрная пешка · b7 белая ладья · g7 чёрная пешка · h7 чёрный король · b6 чёрный слон · e6 чёрная пешка · c5 чёрная пешка · g5 чёрная пешка · a4 белый конь · c4 чёрная пешка · h3 белая пешка · a2 белая пешка · b2 белая пешка · d2 чёрная ладья · g2 белая пешка · g1 белый король | a7 чёрная пешка · b7 белая ладья · g7 чёрная пешка · h7 чёрный король · b6 чёрный слон · e6 чёрная пешка · c5 чёрная пешка · g5 чёрная пешка · a4 белый конь · c4 чёрная пешка · h3 белая пешка · a2 белая пешка · b2 белая пешка · d2 чёрная ладья · g2 белая пешка · g1 белый король | a7 чёрная пешка · b7 белая ладья · g7 чёрная пешка · h7 чёрный король · b6 чёрный слон · e6 чёрная пешка · c5 чёрная пешка · g5 чёрная пешка · a4 белый конь · c4 чёрная пешка · h3 белая пешка · a2 белая пешка · b2 белая пешка · d2 чёрная ладья · g2 белая пешка · g1 белый король | a7 чёрная пешка · b7 белая ладья · g7 чёрная пешка · h7 чёрный король · b6 чёрный слон · e6 чёрная пешка · c5 чёрная пешка · g5 чёрная пешка · a4 белый конь · c4 чёрная пешка · h3 белая пешка · a2 белая пешка · b2 белая пешка · d2 чёрная ладья · g2 белая пешка · g1 белый король | a7 чёрная пешка · b7 белая ладья · g7 чёрная пешка · h7 чёрный король · b6 чёрный слон · e6 чёрная пешка · c5 чёрная пешка · g5 чёрная пешка · a4 белый конь · c4 чёрная пешка · h3 белая пешка · a2 белая пешка · b2 белая пешка · d2 чёрная ладья · g2 белая пешка · g1 белый король | a7 чёрная пешка · b7 белая ладья · g7 чёрная пешка · h7 чёрный король · b6 чёрный слон · e6 чёрная пешка · c5 чёрная пешка · g5 чёрная пешка · a4 белый конь · c4 чёрная пешка · h3 белая пешка · a2 белая пешка · b2 белая пешка · d2 чёрная ладья · g2 белая пешка · g1 белый король | a7 чёрная пешка · b7 белая ладья · g7 чёрная пешка · h7 чёрный король · b6 чёрный слон · e6 чёрная пешка · c5 чёрная пешка · g5 чёрная пешка · a4 белый конь · c4 чёрная пешка · h3 белая пешка · a2 белая пешка · b2 белая пешка · d2 чёрная ладья · g2 белая пешка · g1 белый король | 3 |
| 2 | a7 чёрная пешка · b7 белая ладья · g7 чёрная пешка · h7 чёрный король · b6 чёрный слон · e6 чёрная пешка · c5 чёрная пешка · g5 чёрная пешка · a4 белый конь · c4 чёрная пешка · h3 белая пешка · a2 белая пешка · b2 белая пешка · d2 чёрная ладья · g2 белая пешка · g1 белый король | a7 чёрная пешка · b7 белая ладья · g7 чёрная пешка · h7 чёрный король · b6 чёрный слон · e6 чёрная пешка · c5 чёрная пешка · g5 чёрная пешка · a4 белый конь · c4 чёрная пешка · h3 белая пешка · a2 белая пешка · b2 белая пешка · d2 чёрная ладья · g2 белая пешка · g1 белый король | a7 чёрная пешка · b7 белая ладья · g7 чёрная пешка · h7 чёрный король · b6 чёрный слон · e6 чёрная пешка · c5 чёрная пешка · g5 чёрная пешка · a4 белый конь · c4 чёрная пешка · h3 белая пешка · a2 белая пешка · b2 белая пешка · d2 чёрная ладья · g2 белая пешка · g1 белый король | a7 чёрная пешка · b7 белая ладья · g7 чёрная пешка · h7 чёрный король · b6 чёрный слон · e6 чёрная пешка · c5 чёрная пешка · g5 чёрная пешка · a4 белый конь · c4 чёрная пешка · h3 белая пешка · a2 белая пешка · b2 белая пешка · d2 чёрная ладья · g2 белая пешка · g1 белый король | a7 чёрная пешка · b7 белая ладья · g7 чёрная пешка · h7 чёрный король · b6 чёрный слон · e6 чёрная пешка · c5 чёрная пешка · g5 чёрная пешка · a4 белый конь · c4 чёрная пешка · h3 белая пешка · a2 белая пешка · b2 белая пешка · d2 чёрная ладья · g2 белая пешка · g1 белый король | a7 чёрная пешка · b7 белая ладья · g7 чёрная пешка · h7 чёрный король · b6 чёрный слон · e6 чёрная пешка · c5 чёрная пешка · g5 чёрная пешка · a4 белый конь · c4 чёрная пешка · h3 белая пешка · a2 белая пешка · b2 белая пешка · d2 чёрная ладья · g2 белая пешка · g1 белый король | a7 чёрная пешка · b7 белая ладья · g7 чёрная пешка · h7 чёрный король · b6 чёрный слон · e6 чёрная пешка · c5 чёрная пешка · g5 чёрная пешка · a4 белый конь · c4 чёрная пешка · h3 белая пешка · a2 белая пешка · b2 белая пешка · d2 чёрная ладья · g2 белая пешка · g1 белый король | a7 чёрная пешка · b7 белая ладья · g7 чёрная пешка · h7 чёрный король · b6 чёрный слон · e6 чёрная пешка · c5 чёрная пешка · g5 чёрная пешка · a4 белый конь · c4 чёрная пешка · h3 белая пешка · a2 белая пешка · b2 белая пешка · d2 чёрная ладья · g2 белая пешка · g1 белый король | 2 |
| 1 | a7 чёрная пешка · b7 белая ладья · g7 чёрная пешка · h7 чёрный король · b6 чёрный слон · e6 чёрная пешка · c5 чёрная пешка · g5 чёрная пешка · a4 белый конь · c4 чёрная пешка · h3 белая пешка · a2 белая пешка · b2 белая пешка · d2 чёрная ладья · g2 белая пешка · g1 белый король | a7 чёрная пешка · b7 белая ладья · g7 чёрная пешка · h7 чёрный король · b6 чёрный слон · e6 чёрная пешка · c5 чёрная пешка · g5 чёрная пешка · a4 белый конь · c4 чёрная пешка · h3 белая пешка · a2 белая пешка · b2 белая пешка · d2 чёрная ладья · g2 белая пешка · g1 белый король | a7 чёрная пешка · b7 белая ладья · g7 чёрная пешка · h7 чёрный король · b6 чёрный слон · e6 чёрная пешка · c5 чёрная пешка · g5 чёрная пешка · a4 белый конь · c4 чёрная пешка · h3 белая пешка · a2 белая пешка · b2 белая пешка · d2 чёрная ладья · g2 белая пешка · g1 белый король | a7 чёрная пешка · b7 белая ладья · g7 чёрная пешка · h7 чёрный король · b6 чёрный слон · e6 чёрная пешка · c5 чёрная пешка · g5 чёрная пешка · a4 белый конь · c4 чёрная пешка · h3 белая пешка · a2 белая пешка · b2 белая пешка · d2 чёрная ладья · g2 белая пешка · g1 белый король | a7 чёрная пешка · b7 белая ладья · g7 чёрная пешка · h7 чёрный король · b6 чёрный слон · e6 чёрная пешка · c5 чёрная пешка · g5 чёрная пешка · a4 белый конь · c4 чёрная пешка · h3 белая пешка · a2 белая пешка · b2 белая пешка · d2 чёрная ладья · g2 белая пешка · g1 белый король | a7 чёрная пешка · b7 белая ладья · g7 чёрная пешка · h7 чёрный король · b6 чёрный слон · e6 чёрная пешка · c5 чёрная пешка · g5 чёрная пешка · a4 белый конь · c4 чёрная пешка · h3 белая пешка · a2 белая пешка · b2 белая пешка · d2 чёрная ладья · g2 белая пешка · g1 белый король | a7 чёрная пешка · b7 белая ладья · g7 чёрная пешка · h7 чёрный король · b6 чёрный слон · e6 чёрная пешка · c5 чёрная пешка · g5 чёрная пешка · a4 белый конь · c4 чёрная пешка · h3 белая пешка · a2 белая пешка · b2 белая пешка · d2 чёрная ладья · g2 белая пешка · g1 белый король | a7 чёрная пешка · b7 белая ладья · g7 чёрная пешка · h7 чёрный король · b6 чёрный слон · e6 чёрная пешка · c5 чёрная пешка · g5 чёрная пешка · a4 белый конь · c4 чёрная пешка · h3 белая пешка · a2 белая пешка · b2 белая пешка · d2 чёрная ладья · g2 белая пешка · g1 белый король | 1 |
|   | a | b | c | d | e | f | g | h |   |

Широкую известность Сансу Агуадо принесла эффектная комбинация в финале партии против М. Ортуэты Эстебана, сыгранной в 1933 году
М. Ортуэта Эстебан — Х. Санс Агуадо, Мадрид, 1933
1. e4 e6 2. d3 d5 3. Кc3 Кf6 4. e5 Кfd7 5. f4 Сb4 6. Сd2 0–0 7. Кf3 f6 8. d4 c5 9. Кb5 fe 10. de Л:f4 11. c3 Лe4+ 12. Сe2 Сa5 13. 0–0 К:e5 14. К:e5 Л:e5 15. Сf4 Лf5 16. Сd3 Лf6 17. Фc2 h6 18. Кe5 Кd7 19. С:f6 К:f6 20. С:f6 Ф:f6 21. Лf1 Фe7 22. Сh7+ Крh8 23. Фg6 Сd7 24. Лf7 Фg5 25. Ф:g5 hg 26. Л:d7 Кр:h7 27. Л:b7 Сb6 28. c4 dc 29. Кc3 Лd8 30. h3 Лd2 31. Кa4 (см. диаграмму).
31... Л:b2!! 32. К:b2 c3 33. Л:b6 c4!! 34. Лb4 a5!! 35. К:c4 c2. Белые сдались.

## Спортивные результаты
| Год         | Город        | Соревнование                                          | + | − | = | Результат | Место       |
| ----------- | ------------ | ----------------------------------------------------- | - | - | - | --------- | ----------- |
| 1931        | Прага        | IV Олимпиада (сборная Испании, запасной)              | 2 | 4 | 0 | 2 из 6    |             |
| 1932        | Валенсия     | Национальный турнир                                   |   |   |   |           | [ 3 ] [ 4 ] |
| 1943        | Мадрид       | Национальный турнир                                   |   |   |   |           | 1           |
|             | Мадрид       | Матч с Р. Реем Ардидом (на звание чемпиона Испании)   | 4 | 3 | 3 | 5½ : 4½   |             |
|             | Мадрид       | Международный турнир                                  | 5 | 6 | 3 | 6½ из 14  | 8           |
| 1946        |              | Радиоматч Аргентина — Испания (против Хул. Болбочана) | 0 | 1 | 0 | 0 из 1    |             |
| 1948        |              | Радиоматч Аргентина — Испания (против Э. Россетто)    | 0 | 1 | 0 | 0 из 1    |             |
| 1951        | Мадрид       | Международный турнир                                  | 5 | 7 | 5 | 7½ из 17  | 13—14       |
| 1961 / 1962 | Реджо-Эмилия | Международный турнир                                  | 2 | 4 | 5 | 4½ из 11  | 8—9         |